# Steyaertmolen (Ursel)

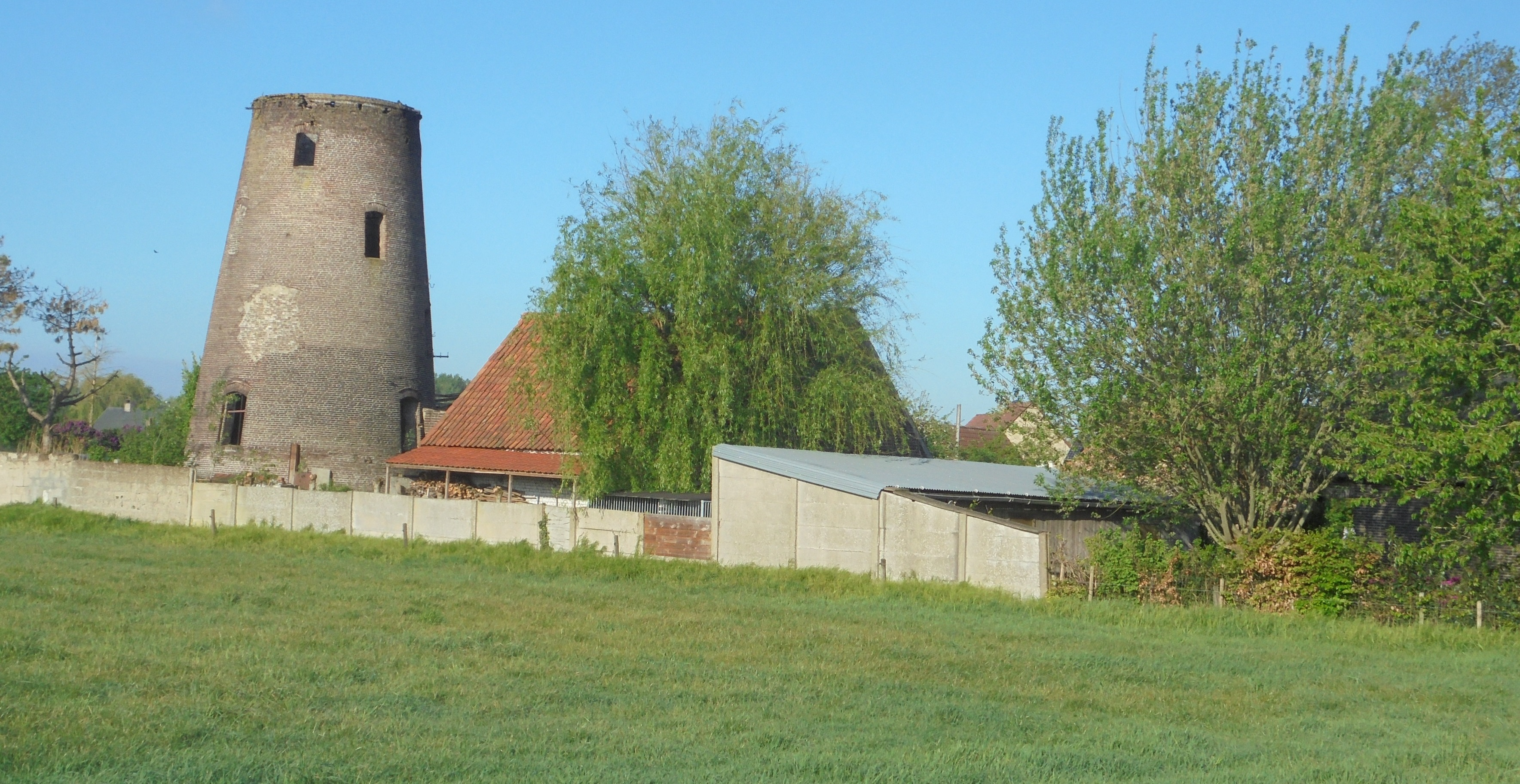
De Steyaertmolen in 2019

De Steyaertmolen of Baelkesmolen is een voormalige windmolen gelegen op de hoek van het IJzeren Hand en de Pierlalaweg in de Belgische deelgemeente Ursel, thans Aalter. De stenen bergmolen maakte gebruik van de windkracht voor het malen van graan tot in 1920.

## Omgebouwd
De windmolen werd gebouwd in 1858 en in gebruik genomen door Jan Baptist Van Cleemput. In 1893 werd de molen aangevuld met een stoommachine, om in 1895 in zijn geheel verkocht te worden aan de familie van Everist Steyaert (1866-1959) en Marie Sofie Standaert (1867-1943). In 1954 werd hij doorverkocht aan de gebroeders Marcel (1922-2000) en Cyriel Baele (1923-2008), die er elektrisch bleven malen tot in de jaren 80. Sedertdien is de ganse bedrijvigheid stilgevallen. In 2010 werd de ganse eigendom verkocht aan een familielid en wacht de nog bestaande en niet beschermde molenromp thans een onzekere toekomst.
- Inventaris van het Bouwkundig Erfgoed (Vlaanderen): 33399